# Siniküla
Siniküla – wieś w Estonii, w prowincji Tartu, w gminie Laeva.